# Parlamentswahlen in Britisch-Gambia 1947
Die Parlamentswahlen in Britisch-Gambia 1947 waren die ersten Wahlen in der westafrikanischen britischen Kolonie Gambia. Diese Wahlen waren für einen gewählten Sitz im Legislativrat (englisch Legislative Council), einem Vorläufer des Repräsentantenhauses (englisch House of Representatives).
Der Sitz wurde von Edward Francis Small gewonnen, dem späteren Begründer der Gambia Labour Union. Da es zu dieser Zeit in der Kolonie keine politischen Parteien gab, wurde Small als fraktionsloser Kandidat gewertet.

## Wahlverfahren und -kreise
Es war das erste Mal, dass der Legislativrat einen direkt gewählten Repräsentanten hatte. Es gab nur ein Wahlkreis, dieser umfasste die Stadt Bathurst (der ehemalige Name von Banjul) und die Kombo-St. Mary Area (auch als Britisch-Kombo bekannt gewesen).
Das Protektorat war an diesen Wahlen nicht beteiligt.

## Wahlvorbereitung
Zur Wahl stellten sich der methodistische Christ Edward Francis Small aus der Volksgruppe der Aku und die muslimischen Kandidaten Sheikh Omar Fye sowie Ibrahima Momodou Garba-Jahumpa, die beide aus dem Volk der Wolof stammten. Weiter stellten sich die beiden Christen John Finden Dailey und Richard S. Rendall, die beide auch aus dem Volk der Aku stammten, zur Wahl.

## Wahlausgang
Von den 3195 abgegebenen Stimmen erreichte Edward Francis Small mit 46,67 % die Mehrheit und wurde gewählt.
| Verwaltungseinheit             | Wahlkreis                   | Kandidat | Stimmen | Anteil |
| ------------------------------ | --------------------------- | -------- | ------- | ------ |
| Britisch-Gambia                |                             |          |         |        |
|                                | Bathurst und Kombo St. Mary |          |         |        |
|                                | Edward Francis Small        | 1.491    | 46,67 % |        |
| Sheikh Omar Fye                | 1.018                       | 31,86 %  |         |        |
| Ibrahima Momodou Garba-Jahumpa | 679                         | 21,25 %  |         |        |
| John Finden Dailey             | 4                           | 0,13 %   |         |        |
| Richard S. Rendall             | 3                           | 0,09 %   |         |        |

## Nachwahlen
Eine Nachwahl fand nicht statt.